# Kommandant der Seeverteidigung dänische Inseln
Der Kommandant der Seeverteidigung dänische Inseln, kurz Seekommandant dänische Inseln, war ein regionaler Küstenbefehlshaber der deutschen Kriegsmarine im Zweiten Weltkrieg, der dem Marinebefehlshaber Dänemark, ab Februar 1943 Kommandierender Admiral Dänemark, und ab April 1944 Kommandierender Admiral Skagerrak, unterstellt war. Die Dienststelle ging im April 1944 aus dem bisherigen Abschnitt Südjütland und dänische Inseln hervor. Der Stab befand sich in Kopenhagen.

## Abschnitt Südjütland und dänische Inseln
Der Abschnitt Südjütland und dänische Inseln war der Vorläufer der Seekommandantur dänische Inseln und umfasste die Ostküste Jütlands von der deutsch-dänischen Grenze bis Aarhus und die dänischen Inseln einschließlich Bornholms. Nach der Besetzung Dänemarks im April 1940 unterstand dieser Kommandobereich zunächst direkt dem Marinebefehlshaber Dänemark.
Der Abschnitt wurde im Oktober 1942 als Zwischenebene aufgestellt. Dem Kommandanten im Abschnitt waren folgende Verbände und Dienststellen unterstellt:
- Hafenschutzflottille Kopenhagen, ab Oktober 1943 als 8. Sicherungsflottille dem Befehlshaber der Sicherung der Ostsee und ab April 1944 dort der 8. Sicherungs-Division unterstellt
- Hafenschutzflottille Helsingør, im April 1944 aufgelöst
- Hafenschutzflottille Nyborg, im April 1944 aufgelöst
- Hafenschutzflottille Fredericia, ab Oktober 1943 als 4. Sicherungsflottille dem Befehlshaber der Sicherung der Ostsee und ab April 1944 dort der 8. Sicherungs-Division unterstellt
- Inselkommandant Bornholm
- Hafenkapitän Kopenhagen
- Hafenkapitän Helsingør
- Hafenkapitän Kalundborg
- Hafenkapitän Korsør
- Hafenkapitän Gedser
- Hafenkapitän Nyborg
- Hafenkapitän Odense
- Hafenkommandant Aarhus
- Hafenkapitän Fredericia
- Marineartillerieabteilung 508 (Kopenhagen)
- 7. Ersatz-Marineartillerieabteilung (Sonderburg)
- Marineartilleriezeugamt Kopenhagen

Kommandanten
- Kapitän zur See Siegfried Vahl: von der Aufstellung bis Mai 1943, ehemaliger Kommandant von u. a. UC 100 und Wehrmachtskommandant von Gotenhafen
- Kapitän zur See Karl Hinsch: von Mai 1943 bis Juli 1943, später Kommandant des Abschnitts Nordjütland und Seekommandantur Nordjütland
- Kapitän zur See Lothar Zechlin: von Juli 1943 bis August 1943
- Korvettenkapitän Franz Petersen: von September 1943 bis Januar 1944, ehemaliger Kommandeur der Marineflakabteilung 272
- Kapitän zur See Walther Strasser: von Januar 1944 bis zur Auflösung der Dienststelle, ehemaliger Seekommandanten Bergen

## Seekommandantur dänische Inseln
Im April 1944 wurde der Kommandobereich des Kommandierenden Admirals Skagerrak neu gegliedert. Aus dem Abschnitt Südjütland und dänische Inseln wurde die Seekommandantur dänische Inseln gebildet, wobei der Zuständigkeitsbereich angepasst wurde. Der Rest des vormaligen Abschnitts wurde der neuen Seekommandantur Südjütland zugeordnet. Bornholm wurde im November 1944 dem Kommandierenden Admiral westliche Ostsee unterstellt. Zum Bereich des Kommandanten der Seeverteidigung dänische Inseln gehörten die übrigen dänischen Inseln. Ihm unterstanden folgende Verbände und Dienststellen:
- Inselkommandant Bornholm (bis November 1944)
- Hafenkommandant Kopenhagen (ab November 1944)
  - Hafenkapitän Kopenhagen
  - Marineausrüstungsstelle Kopenhagen
  - Hafenwachabteilung Kopenhagen (ab März 1945)
- Hafenkapitän Helsingør
- Hafenkapitän Hundested
- Hafenkapitän Nykøbing
- Hafenkapitän Kalundborg
- Hafenkapitän Korsør
- Hafenkapitän Gedser
- Hafenkapitän Nyborg
- Hafenkapitän Odense
- Hafenkapitän Svendborg
- Hafenkapitän Nakskov
- Marineartillerieregiment 41 (Kopenhagen, ab November 1944):
  - Marineartillerieabteilung 508 (Kopenhagen, bis November 1944 dem Seekommandanten direkt unterstellt)
  - Marineartillerieabteilung 522 (Kopenhagen, aufgestellt im Oktober 1944)
  - Marineartillerieabteilung 525 (Fünen, aufgestellt im Januar 1945)
- Marineartilleriearsenal Kopenhagen

Seekommandanten:
- Kapitän zur See Walther Strasser: von der Aufstellung bis August 1944, ehemaliger Seekommandanten Bergen und Kommandant des Abschnitt Südjütland und dänische Inseln
- Kapitän zur See Waldemar von Fischer: von August 1944 bis zur Auflösung der Dienststelle, ehemaliger Oberwerftdirektor/Arsenalkommandant Kriegsmarinewerft Drontheim